# Steppeklipdas
De steppeklipdas of geelvlekklipdas (Heterohyrax brucei) is een soort klipdas. De wetenschappelijke naam van de soort werd voor het eerst geldig gepubliceerd door John Edward Gray in 1868. Het is de enige soort uit het geslacht Heterohyrax. De ondersoorten Heterohyrax brucei antineae en Heterohyrax brucei chapini worden soms als aparte soorten gezien.

## Kenmerken
De steppeklipdas is een kleine klipdas, wat kleiner dan de boomklipdassen en de Kaapse klipdas. Hij heeft een rond lichaam met een stompe snuit, puntiger dan die van de Kaapse klipdas, korte poten en een zeer klein staartje. De stijve snorharen zijn grijs. De voeten hebben speciaal aangepaste voetkussentjes, die dienen als zuignappen. Deze zuignappen ondersteunen het dier bij het rennen tussen rotsen en stenen.
De vacht is dicht en peper-en-zoutkleurig, licht- tot donkerbruin van kleur. De schouders en poten zijn meestal lichter van kleur en de onderzijde is wit of gelig wit van kleur. Op het midden van de rug zit vaak een lichte, okerbruine vlek. De steppeklipdas is te herkennen aan de grote lichte vlek boven de ogen. De steppeklipdas heeft een kop-romplengte van 32 tot 57 centimeter en een lichaamsgewicht van 2 tot 3,5 kilogram.

## Verspreiding en leefgebied
De steppeklipdas leeft in bosachtige streken in de buurt van rotsen en klippen, langs rivieroevers en in heuvelachtig gebied in het gehele oosten van Afrika, van het noorden van zuidelijk Afrika, Oost- en Noordoost-Afrika langs de kust van de Rode Zee tot de Sinaïwoestijn. De struikklipdas leeft in het Algerijnse Ahaggargebergte, H.b.chapini aan de monding van de Kongo.

## Leefwijze
De steppeklipdas leeft van plantaardig materiaal als bladeren, schors, vruchten, twijgen, grassen en stengels, soms aangevuld met ongewervelde dieren. Alhoewel de steppeklipdas minder is aangepast aan het leven in bomen dan de boomklipdassen, is het een goede klimmer. Veel voedsel vindt de steppeklipdas in acacia's.
Het is een dagdier. Ook in heldere nachten is hij actief. In de vroege ochtendzon zijn de dieren vaak te zien, terwijl ze zonnebaden op de keien of elkaars vacht verzorgen. Het is een groepsdier, die vaak in middelgrote tot grote kolonies leeft, bestaande uit tot 34 dieren. Steppeklipdassen leven vaak samen met vrouwelijke Kaapse klipdassen. De groep schuilt in holen en spleten tussen de keien, maar kan ook bomen, verlaten holen of termietenheuvels als schuilplaats gebruiken. De belangrijkste vijand van de steppeklipdas is de zwarte arend. Bij gevaar slaakt één lid van een kolonie een luide, fluitende alarmkreet. Alle leden van de kolonie vluchten dan in de holten tussen de rotsen. Ook Kaapse klipdassen en klipspringers vluchten weg bij het horen van deze kreet.